# Thomas E. Ricks (periodista)

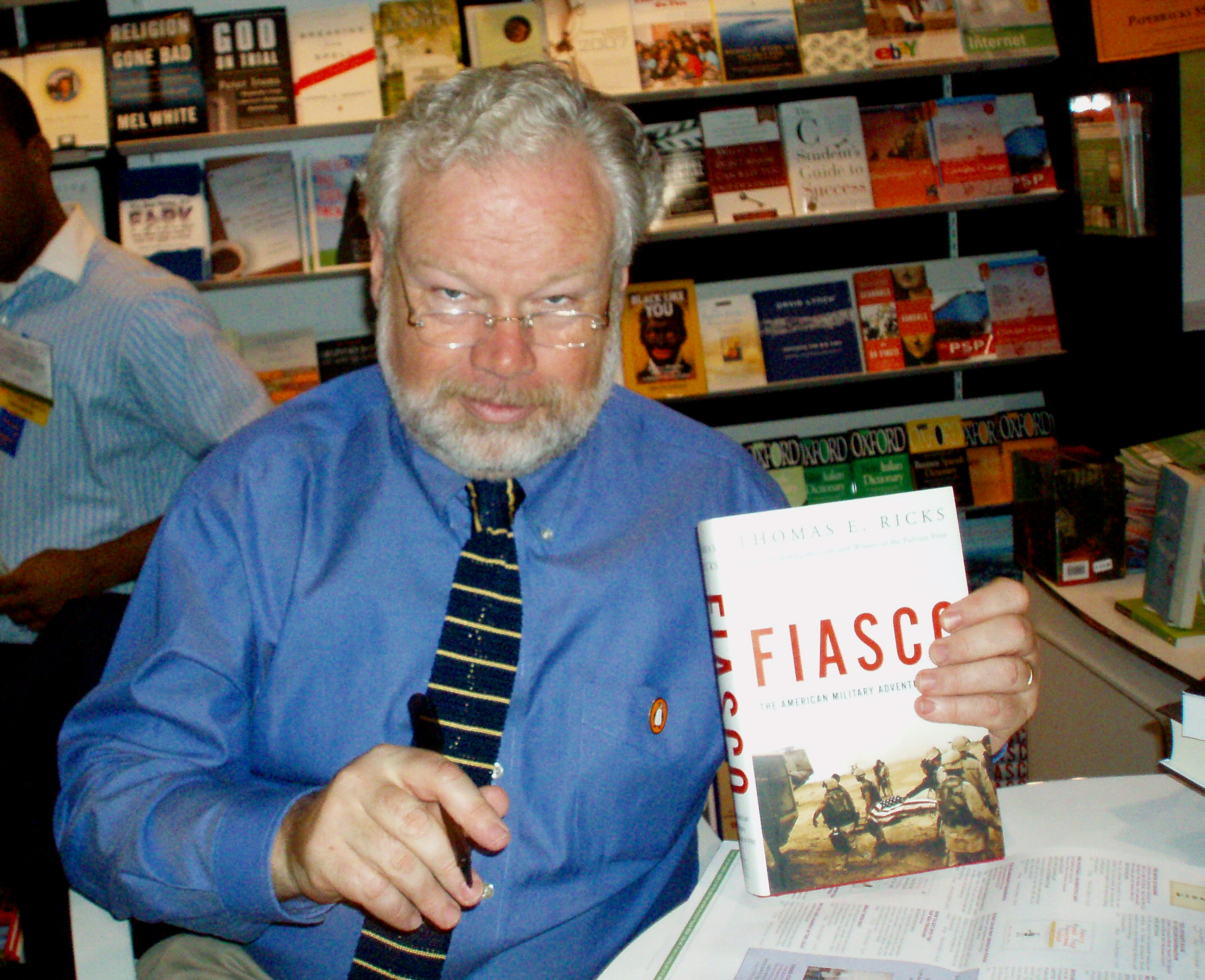
Thomas E. Ricks mostrando su libro Fiasco en el año 2007.

Thomas Edwin Ricks (Beverly, Massachusetts, 1955) es un periodista estadounidense, especialista en asuntos militares, y conocido por su actitud crítica en relación con las políticas del Departamento de Defensa de los Estados Unidos, particularmente en vinculación con conflictos armados en el resto del mundo. 
Thomas Ricks se graduó en la Universidad de Yale, en 1977, y hasta fines de 1999 trabajó para el Wall Street Journal, actuando como reportero durante 17 años. A partir de 2000 cambió de periódico, entonces cumpliendo tareas similares para el Washington Post. 
El nombrado formó parte del equipo del Wall Street Journal, que en el año 2000 ganó el conocido Premio Pulitzer en la categoría reportaje nacional (national reporting), por una serie de artículos sobre cambios necesarios en el sector militar estadounidense, teniendo en vista las demandas y las nuevas características del siglo XXI. Ricks también formó parte de un equipo del Washington Post, que por su parte ganó el Pulitzer de 2002 por un trabajo sobre la contraofensiva al terrorismo.
Ricks analizó las acciones militares o el involucramiento militar de Estados Unidos en diferentes países: Somalia, Haití, Corea, Bosnia, Kosovo, Macedonia, Kuwait, Turquía, Afganistán, e Irak. Su libro FIASCO: The American Military Adventure in Iraq  fue publicado en julio de 2006, y poco tiempo después publicó The Gamble: General David Petraeus and the American Military Adventure in Iraq, 2006-2008, Making the Corps, así como una novela A Soldier's Duty.
Ricks también es miembro del Center for a New American Security, y colaborador en la revista Foreign Policy.